# Catharsiocopris quadrituberculatus
Catharsiocopris quadrituberculatus là một loài bọ cánh cứng trong họ Bọ hung (Scarabaeidae).